# 宮村 (長崎県)
宮村（みやむら）は、長崎県東彼杵郡にあった村。旧大村藩。1958年（昭和33年）に佐世保市へ編入した。
現在の宮地域にあたる。旧村域にある宮村川やJR大村線の宮村トンネルにその名を残している。

## 地理
- 山：弘法岳、白石岳、白岳、松岳
- 河川：宮村川
- 浦：久津浦、佐々浦[3]

## 沿革
- 鎌倉期以前は、父賀志という地名であった[4]。
- 1889年（明治22年）4月1日 - 町村制施行により、東彼杵郡宮村が単独村制にて発足。
- 1898年（明治31年）1月20日 - 九州鉄道長崎線（のち日本国有鉄道大村線）が開業し、当村域に南風崎駅[5]が設置される。
- 1958年（昭和33年）8月1日 - 佐世保市に編入し、宮村は自治体として消滅。

## 地名
郷を行政区域とする。宮村は1889年の町村制施行時に単独で自治体として発足したため、大字は無し。
- 奥山郷
- 久津郷[6]
- 小島郷
- 城間郷（じょうま）[7]
- 瀬道郷
- 長畑郷
- 萩坂郷

## 交通

### 鉄道
日本国有鉄道
- 大村線

（佐世保市:旧早岐町） - 南風崎駅 - （川棚町）
現在、旧村域には南風崎駅のほか、対岸の針尾島にてハウステンボスが開業する事に伴い、1992年（平成4年）よりハウステンボス駅が現在の南風崎町に設置されている。

## 名所・旧跡
- 舳峰峠（瀬道郷字稗峰。番所峠とも）
- 城山城址
- 無窮洞
- 梅ヶ枝酒造（屋号は第9代大村藩主純鎮によるもの[8]。2002年〈平成14年〉に登録有形文化財に登録された[9]）
- 鬼塚古墳（2013年、県下で初となる鉄製武具類[10]が出土）